# ウィルスン・タッカー
ウィルスン・タッカー（Wilson Tucker, 1914年11月23日 - 2006年10月6日）は、アメリカ合衆国のSF作家、推理作家。イリノイ州生まれ。本名はアーサー・ウィルスン・タッカー（Arthur Wilson Tucker）。日本語表記はウィルソン・タッカーとも。
1930年代からはボブ・タッカー (Bob Tucker) としてSFファン活動を行う。1950年代以降はプロ作家として活動。スペースオペラという語の考案者であると言われる。またタッカーがジョークとして、作中の脇役に友人たちの名前をよく使ったことから、その種の脇役の命名方法を「タッカリゼーション」と呼ぶ。
長編SFでは時間ものの『静かな太陽の年』が代表作と見なされているほか、『長く大いなる沈黙』や「ギルバート・ナッシュ」シリーズなども有名。短編SFとしてはユーモアものの「観光案内」The Tourist Tradeと不条理ものの「ここは地球だ」This is Earthの二作が、日本では比較的よく知られている。ミステリの著書は日本語には一冊も訳されていない。
1970年にヒューゴー賞ファンライター部門を受賞した。

## 著作リスト
日本語訳のある長編のみ挙げた。
- 『未来世界から来た男』（Wild Talent / The Man from Tomorrow (1954)、落合鳴彦訳、元々社、最新科学小説全集13） 1956.11
  - 『超能力エージェント』（矢野徹訳、早川書房、ハヤカワSFシリーズ） 1961.9
- 『時の支配者』（The Time Masters (1953)、矢野徹訳、早川書房、ハヤカワSFシリーズ） 1964.9 - 「ギルバート・ナッシュ」シリーズ
- 『アメリカ滅亡』（The Long Loud Silence (1951)、矢野徹訳、久保書店QTブックス9） 1968.5
  - 『長く大いなる沈黙』（矢野徹訳、早川書房、ハヤカワSFシリーズ） 1971.10
- 『明日プラスＸ』（Tomorrow Plus X / Time Bomb (1955)、中村保男訳、東京創元社、創元推理文庫） 1965.12 - 「ギルバート・ナッシュ」シリーズ
- 『静かな太陽の年』（The Year of the Quiet Sun (1970)、東京創元社、中村保男訳、創元推理文庫） 1983.9